# Чонтаул
Чонтаул (кум. Чонтавул) — село в Кизилюртовском районе Дагестана.
Образует сельское поселение село Чонтаул как единственный населённый пункт в его составе.

## Географическое положение
Село расположено к северо-западу от города Кизилюрт на левом берегу реки Сулак.
Ближайшие населённые пункты: на севере — село Костек, на северо-востоке — село Акаро, на северо-западе — село Ново-Костек, на юге — село Кироваул, на юго-западе — сёла Байрамаул, Генжеаул, Муцалаул и Темираул, на юго-востоке — сёла Нечаевка и Мацеевка.

## История
Согласно архивным данным ЦГА РД, селение Чонтаул было основано 3 семействами из Эндирея в 1684 году.
Исследовательи Г. А. Сергеева, Ю. М. Идрисов и др. считают это село первоначально заселённым кумыками, а чеченцев — более поздними переселенцами.
Кумыкскими краеведами называется дата основания села — 1684 год, а также сообщается, что оно возникло в результате переселения на данное место жителей Старого Чонтаула (располагался на правом берегу реки Сулак), разрушенного наводнением.Также аварский исследователь и этнограф С. Нурмагомедов утверждает, что село основано человеком по имени Чонтукъ родом из кумыкского селения Таргъу в середине XIV-го века.
В 1736 году в селе также селятся терекеменцы — по одной из версий, бежавшие из южного Дагестана после похода Надир-шаха, а по другой версии, они сами являлись остатками разгромленной армии Надир-шаха. К 3-й четверти XIX века их потомки, по-видимому, составляли большую часть жителей, так как отмечалось, что по вероисповеданию население аула относится к мусульманам-шиитам.
По переписи 1886 года, Чонтаул был моноэтническим кумыкским селом.

## Население
| 1869  | 1888  | 1895  | 1926  | 1939  | 1970  | 1989  |
| ----- | ----- | ----- | ----- | ----- | ----- | ----- |
| 1072  | ↗1336 | ↘1128 | ↘944  | ↘757  | ↗2738 | ↗4671 |
| 2002  | 2010  | 2012  | 2013  | 2014  | 2015  | 2016  |
| ↗7698 | ↘7023 | ↗7197 | ↘7171 | ↗7292 | ↗7407 | ↗7533 |
| 2017  | 2018  | 2019  | 2020  | 2021  | 2023  | 2024  |
| ↗7683 | ↗7769 | ↗7827 | ↘7826 | ↘7339 | ↗7441 | ↗7475 |
| 2025  |       |       |       |       |       |       |
| ↗7602 |       |       |       |       |       |       |

Национальный состав
По данным Всесоюзной переписи населения 1926 года:
| № | Национальность | Численность, чел. | Доля   |
| - | -------------- | ----------------- | ------ |
| 1 | кумыки         | 937               | 99,3 % |
| 2 | другие         | 7                 | 0,7 %  |

По данным Всероссийской переписи населения 2010 года:
| № | Национальность | Численность, чел. | Доля   |
| - | -------------- | ----------------- | ------ |
| 1 | аварцы         | 2757              | 39,3 % |
| 2 | кумыки         | 2622              | 37,3 % |
| 3 | чеченцы        | 1452              | 20,7 % |
| 4 | другие         | 192               | 2,7 %  |